# Emil Wachter

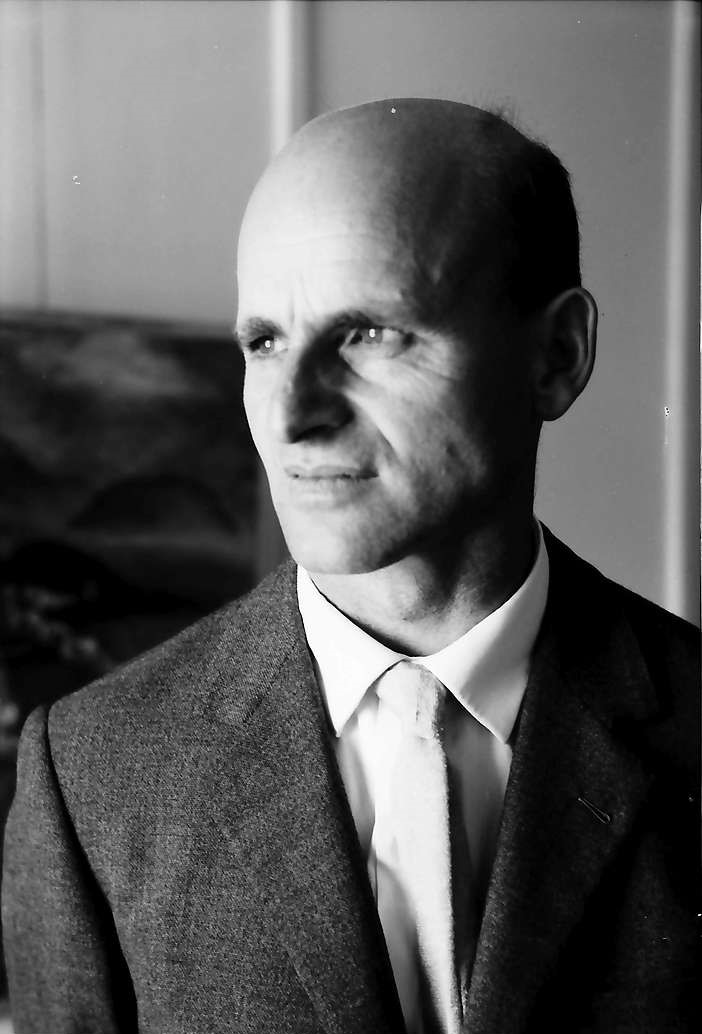
Emil Wachter (1966)

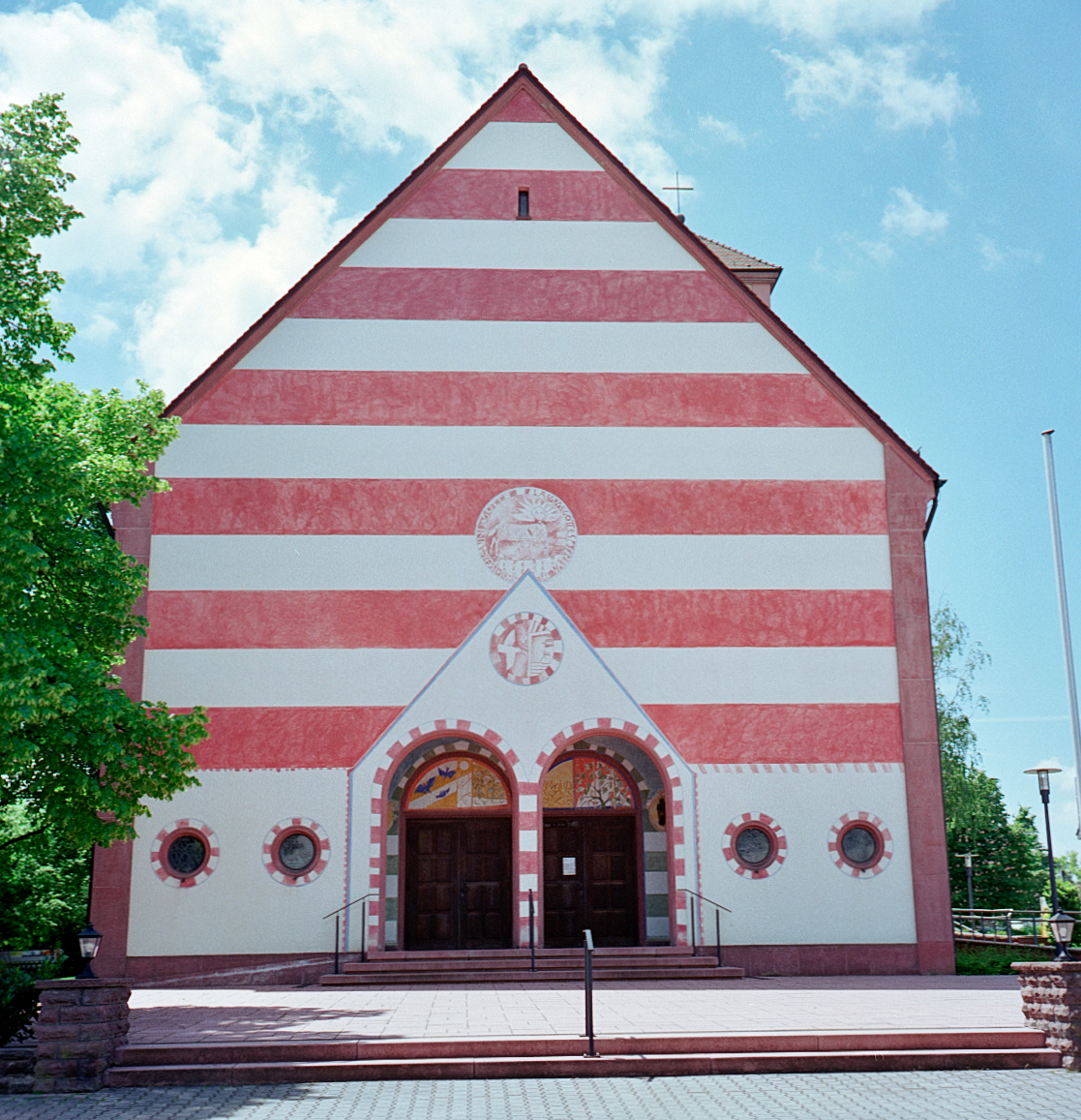
Emil Wachter – Fassade St. Ursula, Neuburgweier

Emil Wachter (* 29. April 1921 in Neuburgweier; † 12. Januar 2012 in Karlsruhe) war ein deutscher Bildender Künstler. Er wirkte vor allem als Maler, Bildhauer und Hochschullehrer.

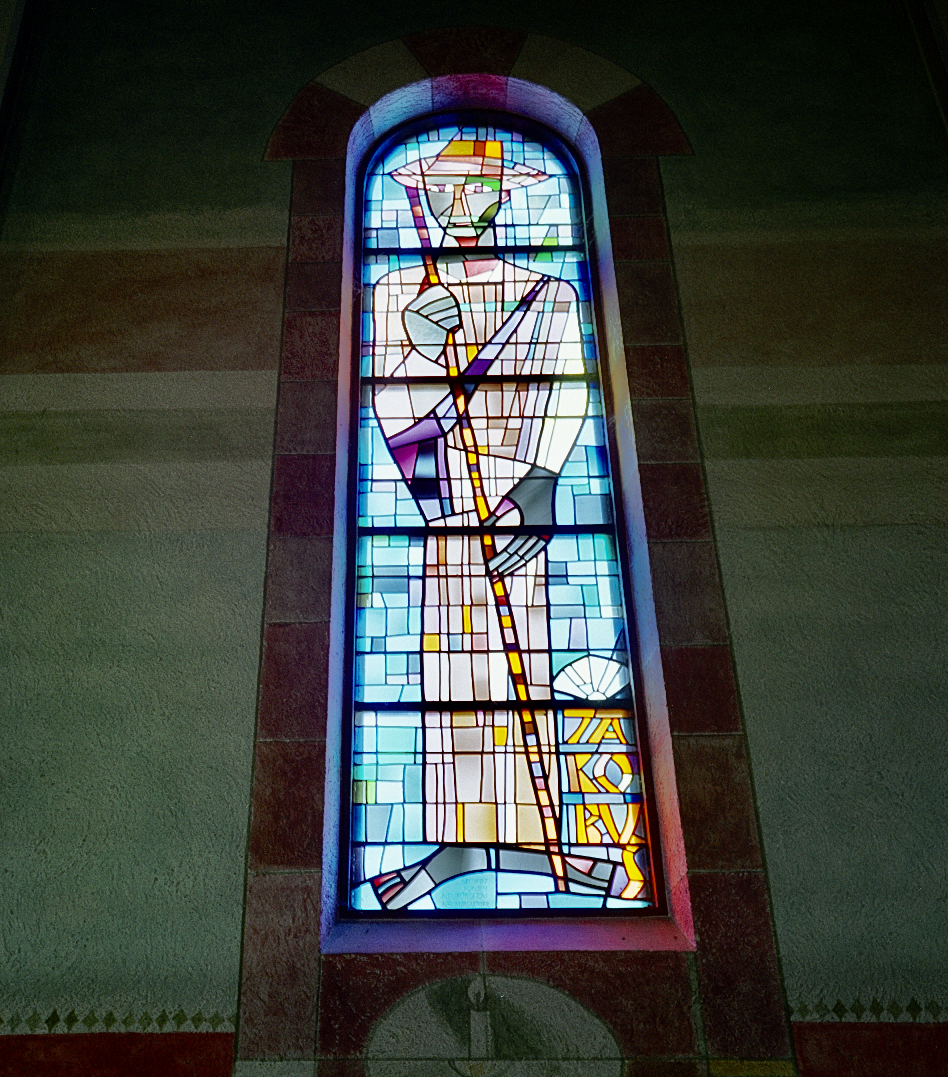
Fenstergestaltung St. Ursula, Neuburgweier

## Leben und Wirken

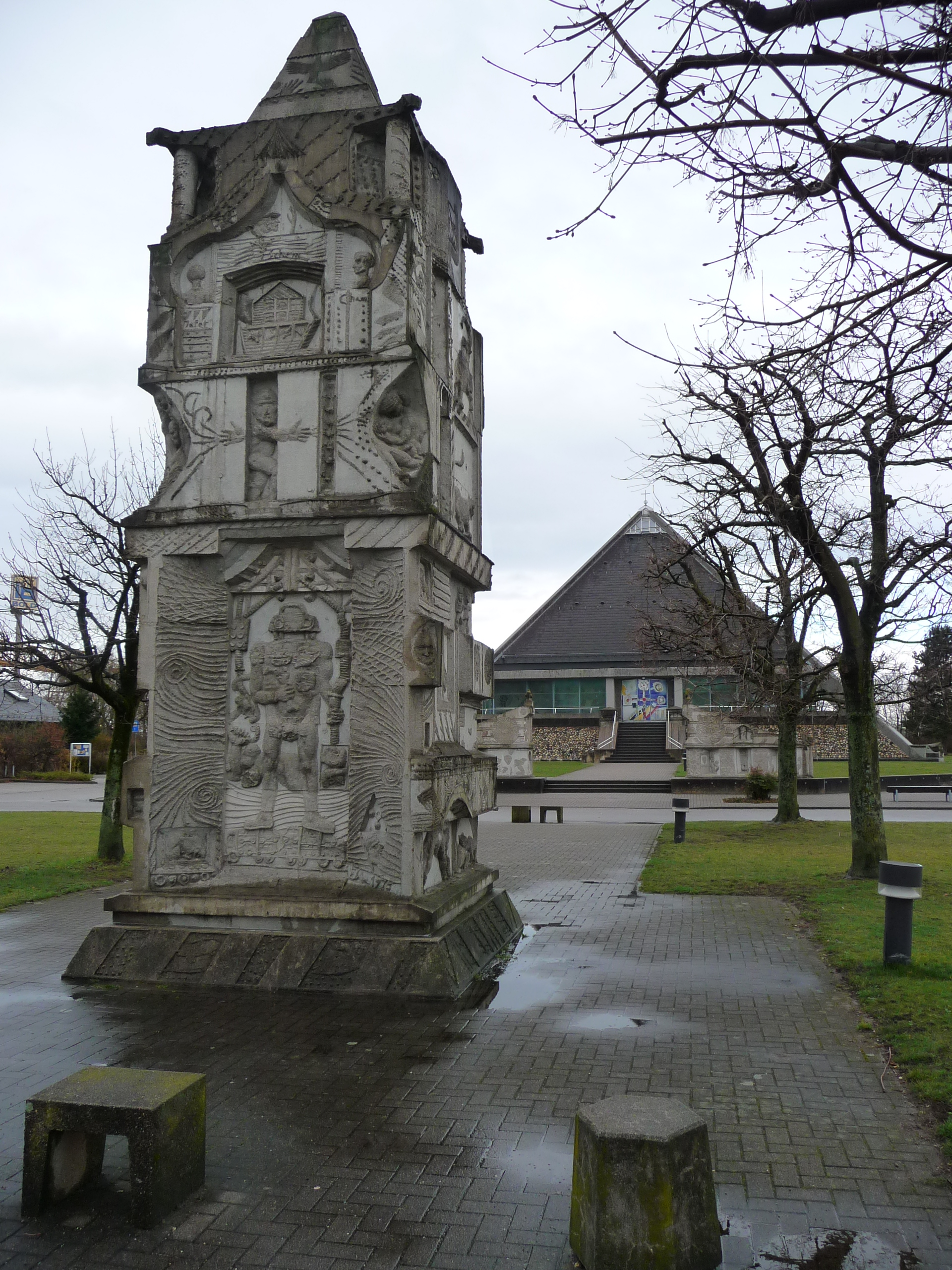
Autobahnkirche St. Christophorus Baden-Baden

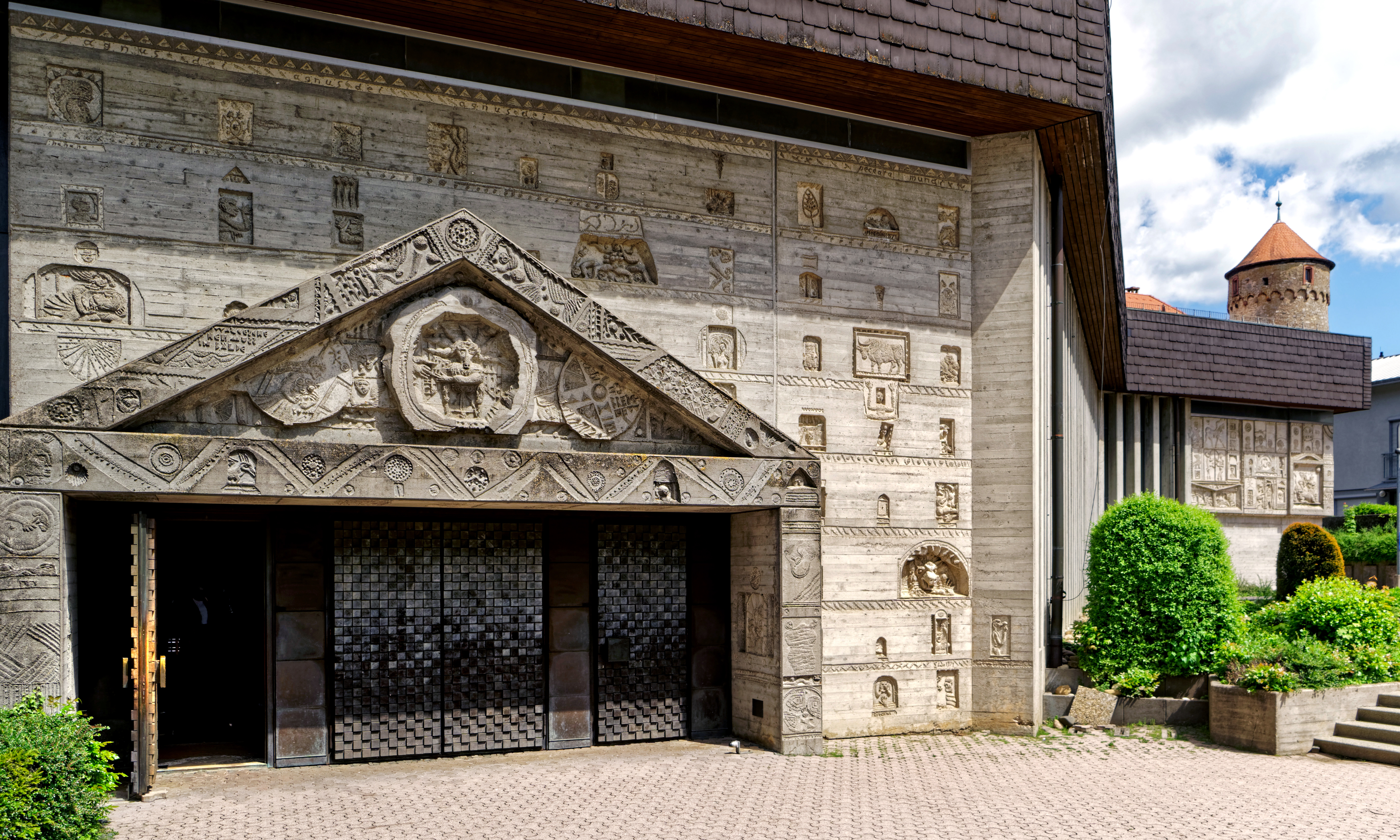
Hauptportal St. Kilian in Osterburken.

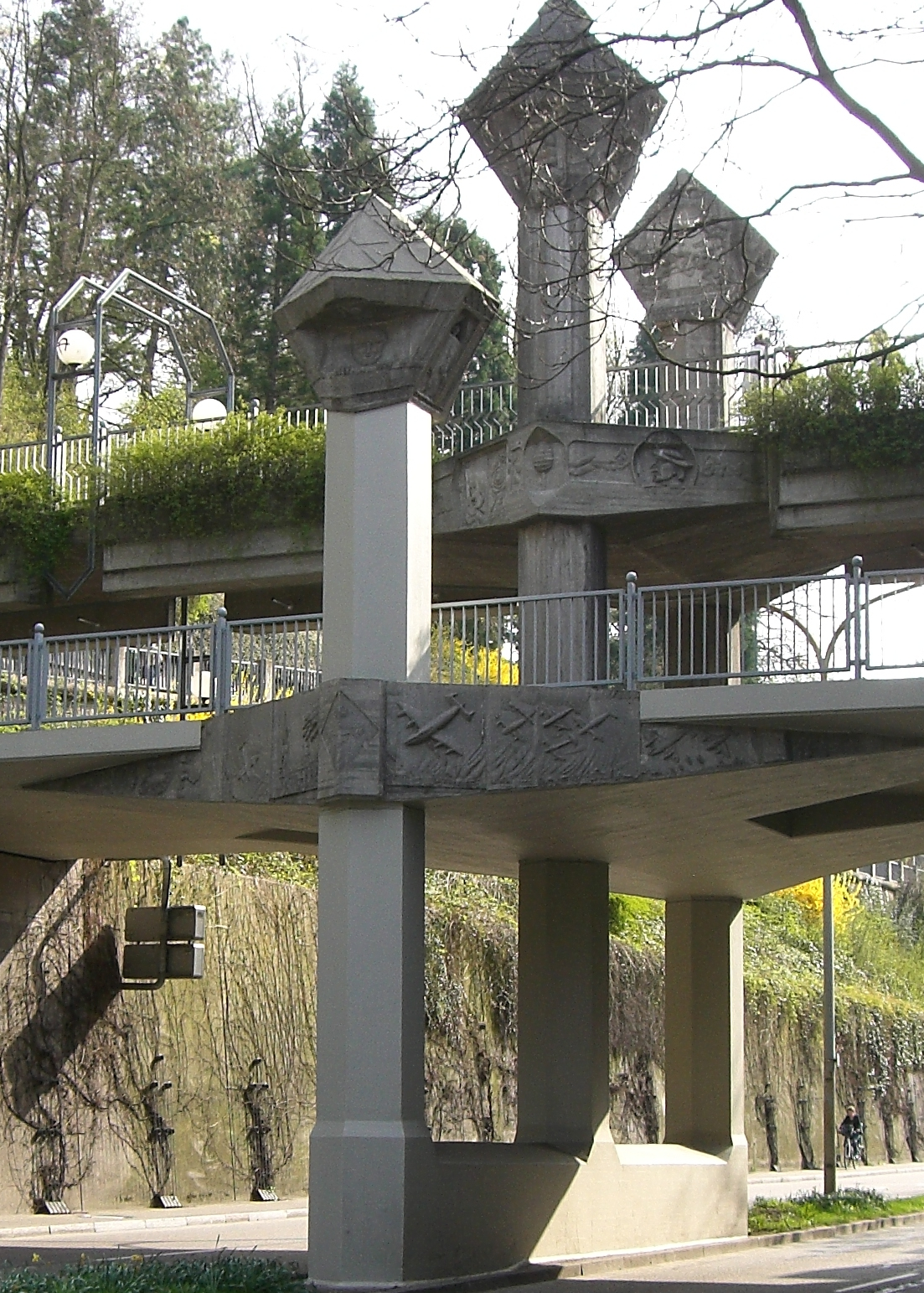
Freiburg im Breisgau, Betonrelief am Schlossbergsteg

Emil Wachter, Sohn von Anna Wachter, geborene Schindele, und dem Landwirt Gottfried Wachter, war katholisch, studierte nach dem Abitur auf dem Bismarck-Gymnasium in Karlsruhe, nach eigenen Angaben unterbrochen durch Kriegsdienst (1941–1944) und Gefangenschaft (Oktober 1944–1946), von 1940 bis 1948 Theologie und Philosophie an der Universität Freiburg. Dann entschied er sich für Malerei und Bildhauerei, die er von 1948 bis 1952 an der Kunstakademie München und der Akademie Karlsruhe, unter anderem bei Karl Hubbuch und Erich Heckel, studierte.
Ab 1954 war Wachter als frei schaffender Künstler tätig und lehrte von 1958 bis 1963 an der Staatlichen Akademie der Bildenden Künste Karlsruhe, wo er von 1958 bis 1962 eine Malklasse leitete. Bis 1963 hatte er ein Atelier in der Karlsruher Amalienstraße. Seine Lehrtätigkeit an der Karlsruher Kunstakademie gab er aufgrund zunehmender Differenzen mit Georg Meistermann auf.
Wachters Werke wurden in über hundert Einzelausstellungen gezeigt. Seine Themen sind teilweise der christlich-jüdischen Tradition entnommen. Viele Werke Wachters sind in Sakralbauten zu sehen, insbesondere seine vielen Kirchenfenster und die Glockenzier von Kirchenglocken. Auch ganze Kirchengebäude hat Wachter gestaltet. Dabei scheute er den Umgang mit modernen Baustoffen nicht, was sich in seinen Reliefs aus Beton zeigt. Neben den vielfältigen Werken in Sakralbauten schuf Emil Wachter ein immenses Epos weltlicher Malerei, das Tuschen und Aquarelle mit fernöstlicher Anmut und Poesie ebenso umfasst, wie Ölbilder (etliche großformatige Triptychen), die in Farbigkeit und Vielschichtigkeit Landschaften, Menschen und skurrile Tiergestalten zeigen.
Sein Schwager war der Freiburger Studentenpfarrer Wolfgang Ruf, dessen Schwester Pia er im Dezember 1956 heiratete. 1953 veranstaltete Ruf in Freiburg die erste Ausstellung mit Werken von Wachter.
Seit 1968 war Wachter mit Friedrich Weinreb befreundet.
1979 wurde er in das Zentralkomitee der deutschen Katholiken gewählt.
Er hat neben seinen leiblichen Kindern, einem Sohn (Felix) und drei Töchtern (Angela, Dorothee und Simone; geb. 1958–1964), auch einen Pflegesohn (* 1948), um den er sich mit seiner Frau gekümmert hatte, da die Eltern bei einem Busunglück ums Leben kamen, als er zwei Jahre alt war.

## Preise und Ehrungen
- 1954 und 1955: Kunstpreis der Jugend Baden-Württemberg
- 1956: Kunstpreis der Stadt Karlsruhe
- 1966: Hans-Thoma-Preis (Staatspreis Baden-Württemberg)
- 1975 und 1977: Staatspreis Kunst am Bau des Landes Rheinland-Pfalz
- 1978: Verdienstmedaille des Landes Baden-Württemberg
- 1978: Staatspreis für Architektur und Bildende Kunst des Landes Rheinland-Pfalz
- 1983: Ernennung zum Professor honoris causa
- 1996: Bundesverdienstkreuz I. Klasse
- 1996: Komtur des Päpstlichen Silvesterordens
- 1996: Ehrenbürger von Rheinstetten
- 2001: Kunstpreis der Stiftung Bibel und Kultur, Stuttgart
- 2008: Komtur mit Stern des Päpstlichen Ritterordens des heiligen Gregors des Großen[12]
- 2011: Ehrenmedaille der Stadt Karlsruhe
- 2011: Großes Bundesverdienstkreuz

Posthume Ehrungen
- 2017: Der Karlsruher Stadtteil Waldstadt, in dem Wachter ab 1963 lebte, benennt einen Weg nach ihm.[13]

## Werke (Auswahl)

### Glasfenster
- Kreuzigungsgruppe im Chorfenster der Hl.-Kreuz-Kirche Bietigheim, heute in der Leichenhalle (1952)
- figürliche Darstellung in den Sakristeifenstern der Hl.-Kreuz-Kirche Bietigheim (1954)
- St. Peter-und-Paul-Kirche, Karlsruhe (1955)
- 9 Gleichnisse vom Himmelreich, im Hauptportalfenster der Hl.-Kreuz-Kirche Bietigheim (1956)
- St. Christophorus, Westerland/Sylt (1956) (inzwischen abgerissen, im Neubau teilweise wiederverwendet)
- Melanchthon-Kirche, Malsch bei Ettlingen (1956)
- St. Bartholomäus, Heidelberg-Wieblingen (1956)
- Katholische Kirche St. Oswald, Buchen (Odenwald) (1959)
- St. Bernhard, Mannheim (1961)[14]
- Christkönig-Kirche Eppelheim (1961)
- Katholische Kirche St. Peter, Walldorf (Baden) (1962, drei zusätzliche Fenster an der Südseite 2010)[15]
- St. Bernhard, Malsch bei Ettlingen (1964)
- St. Johannes (Heidelberg-Rohrbach) (1964)
- Abteikirche Lichtenthal, Baden-Baden (1964)
- Heilige Familie, Lörrach (1966)
- Herz-Jesu-Kirche (Ettlingen) (1966)
- Konviktskirche, Freiburg (1966)
- St. Hedwig (Karlsruhe) (1967)
- St. Bonifatius, Tauberbischofsheim (1967)
- Erzbischöfliches Seminar St. Pirmin, Sasbach (1967)
- Miramont de Guyenne (1968)
- St. Andreas, Freiburg (1969)
- St. Ludwigkirche, Ludwigswinkel (1970)[16]
- Kapelle St. Michael am Mummelsee (1971)
- Zwölf Apostel, Rastatt (1972/1973)
- Kath. Filialkirche St. Joseph in Mudau-Donebach (1975)[17]
- Kapelle des Vincentius-Krankenhauses, Konstanz (1975; 2019 zerstört)[18]
- Ökumenisches Gemeindezentrum Pilgerpfad, Frankenthal (Pfalz) (1977)
- Katholische Pfarrkirche St. Katharina, Langerwehe-Wenau (1981)
- St. Marien, Neuss (1984/1992) (großer Zyklus mit 21 Fenstern)
- St. Gordian und St. Epimach, Rickenbach/Südschwarzwald (1986)
- Haus der Abgeordneten, Stuttgart (1986)
- Pater-Delp-Gemeindehaus, Hemsbach/Bergstr. (1986/87)
- St. Raphael, List auf Sylt (1988)
- Johanneskirche Speyer (1989–1991)
- Philippusstift Essen, Krankenhauskapelle (1993–1995)

### Betonreliefs
- St. Gallus, Konstanz (1973)
- St. Elisabeth, Landau in der Pfalz (1973)[19]
- St. Kilian, Osterburken (1971–1974)
- St. Barbara, Herbitzheim, Saarland (1975)
- Ökumenisches Gemeindezentrum Pilgerpfad, Frankenthal/Pfalz (1977)
- Autobahnkirche St. Christophorus, Baden-Baden (1976–1978)
- Schlossbergsteg Freiburg im Breisgau (1979)
- St. Ludwig, Ludwigshafen (1980)
- Westkrypta des Essener Münsters (1981–1983, seit Dezember 2000: „Adveniat-Krypta“)
- Grabmal für Anton Fränznick in Rohrbach am Gießhübel

### Weitere Werke
Brunnen
- Marienbrunnen, Karlsruhe (1981)[20]
- Kauzbrunnen, Karlsruhe-Waldstadt (1996)[21]

Steinmosaike
- Pfarrkirche St. Bartholomäus (Heidelberg-Wieblingen) (1956)
- Kath. Kirche St. Peter, Walldorf (Baden) (1962)[15]

Deckengemälde
- St. Martin, Ettlingen (1987)

Altarbilder
- St. Philippus, München-Laim (1991)
- St. Peter und Paul, Weil am Rhein (1994)

Glocken
- Ornamente auf den Glocken der Kirche St. Josef in Freiburg-Stühlinger[22]

## Buchveröffentlichungen
- Genesis, 101 Lithographien. 1970.
- Eine schöne Welt, 1976.
- Höri. Porträt einer Landschaft, 1977.
- Autobahnkirche Baden-Baden, 1980.
- Biblische Porträts, 1982.

## Emil-Wachter-Radrundweg
Der Bickesheimer Pilgerpfad, auch Emil-Wachter-Rundweg genannt, führt als Radrundweg im Rahmen des Pamina-Radwanderweges an bedeutenden Werken von Emil Wachter vorbei. Der Radweg führt durch die Gemeinden Durmersheim mit Würmersheim, Au am Rhein und Neuburgweier. Die frühen Werke Wachters im nahen Bietigheim sind dabei ausgenommen.